# 金宝屯站
金宝屯站是位于内蒙古自治区科尔沁左翼后旗金宝屯镇的一个铁路车站，邮政编码28111。车站建于1943年，有平齐铁路经过该站，现办理客货运业务，车站及其上下行区间均未电气化。车站距离四平站76公里，隶属中国铁路沈阳局集团有限公司，是四等站。
金宝屯车站是通辽市境内第一个火车站。建于1917年9月，原名一棵树车站，1919年开始营业。1933年8月15日一棵树车站改称金宝屯车站，站名来源于地名。
1. ↑  铁道部电子计算技术中心, 铁道部运输局. . 北京: 中国铁道出版社. 1998: 138. ISBN 9787113030995.